# تحریک عصبی مکرر
تحریک عصبی مکرر (انگلیسی: Repetitive nerve stimulation) نوعی از «مطالعه هدایت عصبی» (NCS) است که در آن تحریک الکتریکی چندین بار در ثانیه به عصب حرکتی اِعمال می‌شود. با مشاهده تغییر در پاسخ الکتریکی عضلانی (CMAP) پس از چندین تحریک، پزشک می‌تواند وجود یک بیماری اتصال عصبی-عضلانی را ارزیابی کند و بین بیماری‌های پیش‌سیناپسی و پس‌سیناپسی تمایز قائل شود. این آزمایش نخستین بار توسط متخصص اعصاب آلمانی فردریش یولی در سال ۱۸۹۵ توصیف شد، و به آن آزمون یولی نیز می‌گویند.
در پزشکی از «تحریک عصبی مکرر» برای تشخیص اختلالات اتصال عصبی-عضلانی (NMJ) استفاده می‌شود که شایع‌ترین آنها میاستنی گراویس است. پاسخ کاهشی (یک پاسخ ماهیچه ای که با هر محرک تکراری کمتر و ضعیف تر می‌شود) غیرطبیعی است و نشان‌دهنده اختلال عملکرد اتصال عصبی-عضلانی است. اگر پس از تجویز ادروفونیوم یا نئوستیگمین پاسخ عادی شود، می‌توان این موضوع را بیشتر تأیید کرد.

## پروتکل ثبت
- اندازه‌گیری و ضبط در حالت استراحت
- بلافاصله پس از فعال‌سازی (پیش فرض فعال‌سازی ۲۰ ثانیه، در موارد شدید ۱۰ ثانیه)
- ۱ دقیقه بعد از فعال‌سازی
- ۳ دقیقه پس از فعال‌سازی